# Knysna Local Municipality
Knysna (englisch Knysna Local Municipality) ist eine Lokalgemeinde im Distrikt Garden Route der südafrikanischen Provinz Westkap. Der Sitz der Gemeindeverwaltung befindet sich in Knysna. Bürgermeister ist Elrick van Aswegen.
Der Gemeindename bedeutet „tiefe/dunkle Klippen“, abgeleitet vom Khoisan-Wort Nysna bzw. Xnysna, nach dem auch der nahe Fluss benannt ist.

## Städte und Orte
| - Barrington - Bracken Hill - Buffelsbaai - Concordia - Gouna - Karatara - Knysna - Kraaibos | - Kruisvallei - Mielierug - Noetzie - Sedgefield - Sonskyn |

## Bevölkerung
Im Jahr 2011 hatte die Gemeinde 68.569 Einwohner in 21.893 Haushalten auf einer Fläche von 1059 km². Davon waren 40,9 % Coloured, 36,1 % schwarz und 21 % weiß. Gesprochen wurde zu 49,9 % Afrikaans, zu 27,7 % isiXhosa und zu 15 % Englisch.